# Crónica de los Tocco
La Crónica de los Tocco (en griego: Χρονικό των Τόκκων) es una crónica en verso blanco de quince sílabas escrito en griego medieval. Abarca el período de 1375-1425 y se centra en el ascenso de la familia Tocco, y especialmente de Carlo I Tocco, conde palatino de Cefalonia y Zacinto, al gobierno del Despotado de Epiro, así como la conquista de los territorios de Morea por Carlo I. 
El autor anónimo describió hechos ocurridos durante su propia vida y debió estar presente en algunos de ellos. Posiblemente perteneció a la corte de Carlo I Tocco y procedía de Ioánina. Del texto podemos deducir que no fue particularmente educado ya que usaba el idioma griego vernáculo.
El autor describe a los Tocco como gobernadores justos que se preocupan por los derechos de su pueblo. Es notable que no mencione la ascendencia latina de la noble familia. Parece cultivar un sentido de nacionalismo griego temprano y de xenofobia hacia las tribus albanesas.
La Crónica fue publicada por primera vez en 1975 por Giuseppe Schirò (Cronaca dei Tocco di Cefalonia; prolegomeni, testo critico e traduzione, Corpus Fontium Historiae Byzantinae 10. Roma: Accademia nazionale dei Lincei, 1975). Consta de 3923 versos y se encontró en el codex Vaticanus Graecus en 1831. Falta el principio y el final del texto. Este codex fue escrito antes de junio de 1429, posiblemente por el autor, como creía G. Schirò. También hay una copia del siglo XVI, el codex Vatic. gr. 2214. Elizabeth Zachariadou demostró que las primeras páginas del codex estaban colocadas en un orden incorrecto y sugirió un orden diferente para los primeros mil versículos, lo que hace que el texto sea más coherente y más fácil de entender.
La Crónica, a pesar de su poca importante calidad literaria, tiene un valor significativo como fuente histórica, así como fuente lingüística para el lenguaje de esa época.